# Колаген
Колагенът е главният белтък в съединителната тъкан при животните и е най-изобилстващият белтък в бозайниците, съставлявайки 1/4 от всички белтъци. Той е един от дългите фибриларни (влакнести) структурни белтъци, чиито функции се различават доста от тези на глобуларните (кълбовидни) белтъци като ензимите. Той е здрав и неразтеглив с голяма якост на опън и е главен компонент на хрущялите, сухожилията и ставните връзки и основен белтъчен компонент на костите и зъбите. Заедно с мекия кератин, той осигурява здравина и еластичност на кожата и при деградацията му с възрастта се получават бръчки. Колагенът укрепва кръвоносните съдове и има роля в развитието на тъканите. Той се съдържа в кристална форма в роговицата и лещата на окото. Използва се в козметичната хирургия, например за увеличаване на устните, въпреки че сега по-често вместо него се използва хиалуронова киселина.